# Lista de governadores das unidades federativas do Brasil (1991–1995)
Esta é uma lista dos governadores das 27 unidades federativas do Brasil durante o mandato 1991-1995.
Para efeito de informação foi considerada a extensão dos mandatos originalmente previstos em lei. No caso em tela eles se estenderam de 15 de março de 1991 a 1º de janeiro de 1995. No caso do Amapá, Distrito Federal e Roraima, estes governaram de 1º de janeiro de 1991 a 1º de janeiro de 1995 conforme previa a Carta Magna.
| Bandeira | Unidade federativa  | Abreviação | Governador                | Partido | Mandato   | Notas                      |
| -------- | ------------------- | ---------- | ------------------------- | ------- | --------- | -------------------------- |
|          | Acre                | AC         | Edmundo Pinto             | PDS     | 1991-1995 | Assassinado em 1992        |
|          | Alagoas             | AL         | Geraldo Bulhões           | PSC     | 1991-1995 | Eleito em 20/01/1991       |
|          | Amapá               | AP         | Anibal Barcelos           | PFL     | 1991-1995 |                            |
|          | Amazonas            | AM         | Gilberto Mestrinho        | PMDB    | 1991-1995 |                            |
|          | Bahia               | BA         | Antônio Carlos Magalhães  | PFL     | 1991-1995 | Eleito senador em 1994     |
|          | Ceará               | CE         | Ciro Gomes                | PSDB    | 1991-1995 | Ministro de estado em 1994 |
|          | Distrito Federal    | DF         | Joaquim Roriz             | PTR     | 1991-1995 |                            |
|          | Espírito Santo      | ES         | Albuíno Azeredo           | PDT     | 1991-1995 |                            |
|          | Goiás               | GO         | Iris Rezende              | PMDB    | 1991-1995 | Eleito senador em 1994     |
|          | Maranhão            | MA         | Edison Lobão              | PFL     | 1991-1995 | Eleito senador em 1994     |
|          | Mato Grosso         | MT         | Jaime Campos              | PFL     | 1991-1995 |                            |
|          | Mato Grosso do Sul  | MS         | Pedro Pedrossian          | PTB     | 1991-1995 |                            |
|          | Minas Gerais        | MG         | Hélio Garcia              | PRS     | 1991-1995 |                            |
|          | Pará                | PA         | Jader Barbalho            | PMDB    | 1991-1995 | Eleito senador em 1994     |
|          | Paraíba             | PB         | Ronaldo Cunha Lima        | PMDB    | 1991-1995 | Eleito senador em 1994     |
|          | Paraná              | PR         | Roberto Requião           | PMDB    | 1991-1995 | Eleito senador em 1994     |
|          | Pernambuco          | PE         | Joaquim Francisco         | PFL     | 1991-1995 |                            |
|          | Piauí               | PI         | Freitas Neto              | PFL     | 1991-1995 | Eleito senador em 1994     |
|          | Rio de Janeiro      | RJ         | Leonel Brizola            | PDT     | 1991-1995 | Renunciou em 1994          |
|          | Rio Grande do Norte | RN         | José Agripino Maia        | PFL     | 1991-1995 | Eleito senador em 1994     |
|          | Rio Grande do Sul   | RS         | Alceu Collares            | PDT     | 1991-1995 |                            |
|          | Rondônia            | RO         | Osvaldo Piana             | PTR     | 1991-1995 |                            |
|          | Roraima             | RR         | Ottomar Pinto             | PTB     | 1991-1995 |                            |
|          | Santa Catarina      | SC         | Vilson Kleinübing         | PFL     | 1991-1995 | Eleito senador em 1994     |
|          | São Paulo           | SP         | Luiz Antônio Fleury Filho | PMDB    | 1991-1995 |                            |
|          | Sergipe             | SE         | João Alves Filho          | PFL     | 1991-1995 |                            |
|          | Tocantins           | TO         | Moisés Avelino            | PMDB    | 1991-1995 |                            |

Pela primeira vez na história todas as unidades federativas brasileiras elegeram seus governadores mediante o sufrágio popular, pois além dos vinte e três estados existentes nas eleições de 1986, houve uma nova eleição em Tocantins e com a ampliação da representatividade política do Distrito Federal e a transformação dos territórios federais do Amapá e de Roraima em estados, a escolha de seus respectivos mandatários se deu pela via direta.
Dentre os eleitos predominou a escolha recaiu sobre nomes com passagens anteriores pelo Executivo: sete governadores (incluindo Hélio Garcia que foi efetivado após a renúncia de Tancredo Neves) eleitos em 1982 retornaram ao cargo, além de dois antigos governadores biônicos e no caso das novas unidades federativas os escolhidos já haviam também exercido o cargo de governador.
Quinze dos governadores eleitos pertenciam a partidos alinhados ao presidente Fernando Collor (os outros doze pertenciam ao PMDB, PDT, PSDB e PRS). Ao contrário dos pleitos de 1982 (marcado pela disputa entre aliados e adversários dos militares) e 1986 (devido aos efeitos do Plano Cruzado), as eleições de 1990 não apresentaram qualquer circunstãncia político-econômica excepcional.
A realização do segundo turno em Alagoas foi adiada para 20 de janeiro de 1991 em face de ocorrências de fraude.
Em abril de 1994 Leonel Brizola renunciou ao cargo para se candidatar a presidente e em setembro Ciro Gomes assumiu o Ministério da Fazenda no governo Itamar Franco.
Alceu Collares, governador eleito do Rio Grande do Sul e Albuino Azeredo, governador eleito do Espírito Santo, foram os primeiros governadores negros da história política do país